# Estacion Mexico
Pour les articles homonymes, voir Estacion.
Estación México est un Album live de Manu Chao enregistré au Mexique (Foro Alicia) le 27 mars 2006, lors de sa tournée sud américaine de 2006. Cet album live est sorti en version physique (2 CD) uniquement localement au Mexique, les bénéfices des ventes ont été reversées à des associations locales mexicaines.

## Titres
| 1.  | Clandestino               |  |
| 2.  | Por Ti (Libertad)         |  |
| 3.  | Giramundo                 |  |
| 4.  | Cabra da Peste            |  |
| 5.  | Pará De Beber             |  |
| 6.  | El Contragolpe            |  |
| 7.  | Carreteiro                |  |
| 8.  | Mala Fama                 |  |
| 9.  | Desaparecido              |  |
| 10. | ...Cuado llegaré?         |  |
| 11. | Zapato Viejo              |  |
| 12. | Bienvenida A Tijuana      |  |
| 13. | La Vida Tómbola/5 Minutos |  |

| 1. | El Hoyo                            |  |
| 2. | Peligro                            |  |
| 3. | Casa Babylon                       |  |
| 4. | Mamá Perfecta/Sueño de Solentiname |  |
| 5. | Tadibobeira                        |  |
| 6. | Por el Suelo                       |  |
| 7. | Mr Bobby                           |  |
| 8. | La Primavera                       |  |
| 9. | Radio Bemba                        |  |